# Gandawa-Wevelgem (kobiecy) 2018
7. edycja kobiecego wyścigu kolarskiego Gandawa-Wevelgem (pełna nazwa wyścigu to Gent-Wevelgem in Flanders Fields) odbyła się 25 marca 2018 roku w Belgii. Trasa wyścigu liczyła 142,6 kilometrów. Zwyciężczynią została Włoszka Marta Bastianelli, wyprzedzając Belgijkę Jolien D’Hoore oraz Niemkę Lisę Klein.
Gandawa-Wevelgem był piątym w sezonie wyścigiem cyklu UCI Women’s World Tour, będącym serią najbardziej prestiżowych zawodów kobiecego kolarstwa. Poza wyścigiem kobiecym tego samego dnia, lecz na dłuższej trasie zorganizowano również wyścig mężczyzn.

## Wyniki
| M-ce | Imię i nazwisko     | Kraj              | Drużyna                  | Czas       |
| ---- | ------------------- | ----------------- | ------------------------ | ---------- |
| 1.   | Marta Bastianelli   | Włochy            | Alé Cipollini            | 3h 41' 00" |
| 2.   | Jolien D’Hoore      | Belgia            | Mitchelton-Scott         | + 0"       |
| 3.   | Lisa Klein          | Niemcy            | Cervélo–Bigla            | + 0"       |
| 4.   | Arlenis Sierra      | Kuba              | Astana Women's Team      | + 0"       |
| 5.   | Amy Pieters         | Holandia          | Boels Dolmans            | + 0"       |
| 6.   | Hannah Barnes       | Wielka Brytania   | Canyon–SRAM              | + 0"       |
| 7.   | Ashleigh Moolman    | Południowa Afryka | Cervélo–Bigla            | + 0"       |
| 8.   | Floortje Mackaij    | Holandia          | Team Sunweb              | + 0"       |
| 9.   | Barbara Guarischi   | Włochy            | Team Virtu Cycling Women | + 0"       |
| 10.  | Letizia Paternoster | Włochy            | Astana Women's Team      | + 0"       |
|      |                     |                   |                          |            |
| 19.  | Katarzyna Pawłowska | Polska            | Team Virtu Cycling Women | + 0"       |
| 41.  | Małgorzata Jasińska | Polska            | Movistar Team            | + 1' 48"   |